# Polygrammodes auropurpuralis
Polygrammodes auropurpuralis là một loài bướm đêm trong họ Crambidae.